# Mohamed Hashim Mohd Ali
Mohamed Hashim bin Mohd Ali, né le 10 avril 1937 à Kuala Lumpur, est un officier militaire malaisien qui a servi comme Chef des Forces armées de 1987 à 1992 et comme Chef de l'Armée de 1985 à 1987. Il est le frère de Siti Hasmah Mohamad Ali, l'épouse de l'ancien Premier ministre Mahathir Mohamad. En juin 2022, il a reçu le plus haut titre honorifique de Malaisie, Tun.